# Hamdi Benani
Hamdi Benani (en árabe: حمدي بناني; Annaba, 11 de enero de 1943 – Ibidem, 21 de septiembre de 2020) fue un cantante y músico argelino, fue un destacado violinista.

## Biografía
Hamdi Benani nació en Annaba el 1 de enero de 1943. Su tío que era músico del gran maestro M'hamed El Kourd lo animó cuando le notó gran habilidad para interpretar canciones y por su voz. Ganó un premio a la primera canción a la edad de dieciséis años. El público lo descubrió por primera vez en 1963 cuando interpretó de manera notable el deslumbrante título "Ya Bahi El Djamel", lo que contribuyó a la realización pública de su carrera como violinista y cantante.[cita requerida]
Hamdi Benani consiguió dar nueva vida a la música malouf y cierta vivacidad con sus títulos "Mahbounati" o "Adala Ya Adala", lo que le valió un gran éxito por parte del público. Este reconocimiento lo eleva al nivel de sus maestros mayores Hassen El Annabi, Mohamed Tahar Fergani y Abdelmoumène Bentobal.[cita requerida]
Hamdi Benani fue conocido por haber revolucionado este género musical al introducir nuevos instrumentos e influencias de otras músicas al ancestral malouf. De alguna manera lo democratizó agregando instrumentos modernos y nuevos temas en los textos.
Apodado "el ángel blanco", porque nunca se separa de su violín blanco, Hamdi Benani fue y seguirá siendo una figura clave en el panorama cultural y musical argelino y magrebí.[cita requerida]
Es el sobrino de Cheikh M'hamed El Kourd, maestro del malouf.
El 21 de septiembre de 2020 falleció en Annaba a los setenta y siete años, luego de dos semanas de hospitalización a causa de COVID-19.